# Nicholas Suntzeff
Nicholas B. Suntzeff (* 22. listopadu 1952) je americký profesor a člen vedení astronomického a fyzikálního oddělení na Texas A&M University, kde je ředitelem astronomického programu. Pracuje jako pozorující astronom a specializuje se na kosmologii, supernovy, hvězdné populace, a astronomické přístroje. S Brianem Schmidtem založil High-Z Supernova Search Team, jehož dva členové Schmidt a Adam Riess získali v roce 2011 Nobelovu cenu za fyziku.

## Vzdělávání
Suntzeff absolvoval základní školu v Corte Madera v Kalifornii a Redwood High School rovněž v Kalifornii. Bakalářský titul z matematiky obdržel na Stanfordově univerzitě v roce 1974 a doktorský titul z astronomii a astrofyziky získal na University of California, Santa Cruz a Lickově observatoři v roce 1980. V průběhu studia na Stanfordově univerzitě postavili Suntzeff a student inženýrství Michael Kast Stanford Student Observatory.

## Práce
Po dokončení vysokoškolského studia v roce 1980, pracoval jako postgraduální výzkumný pracovník pod profesorem Georgem Wallersteinem v oddělení astronomie na Washingtonské univerzitě. V letech 1982–1986 byl působil na observatoři Mount Wilson & observatoři Las Campanas, později známé jako observatoře organizace Carnegie Institution for Science.
V roce 1986 se přesunul do Chile kde pracoval s Markem M. Phillipsem. Na Cerro Tololo použili nově vyvinuté kryogenní CCD kamery k vytvoření první moderní světelné křivky supernovy. Základní kalibraci pro vzdálenosti supernov Typu Ia byla vynalezen týmem Calán/Tololo Supernova Survey, který založili Mario Hamuy, Jose Maza, Mark M. Phillips, a Suntzeff. Průzkum zahájený po jednání o supernovách v Santa Cruz a po povzbuzení od Allana R. Sandage k použití supernovy Typu Ia pro měření Hubblovy konstanty H0 a deceleračního parametru q0, běžel v letech 1990–1995. Použity byly průkopnické metody pro měření přesné vzdálenosti k vzdáleným galaxiím,, což vede k přesnějšímu určení hodnoty Hubbleovy konstanty.
V rámci pokračující práce v týmu Calán/Tololo spoluzaložili Suntzeff a Brian P. Schmidt v roce 1994 High-Z Supernova Search Team. Tento projekt pozorování extragalaktických supernov vedl k objevení zrychlené expanze vesmíru. Toto zrychlování expanze předpokládá existenci temné energie konzistentní s kosmologickou konstantu z Einsteinovy teorie Obecné relativity. Podle časopisu Science šlo o hlavní vědecký průlom roku 1998.
Před rokem 2006 byl náměstkem ředitele pro vědu na americké National Optical Astronomy Observatory a astronomem na Cerro Tololo Inter-American Observatory. V roce 2007 byl zvolen do rady Americké astronomické společnosti, a v roce 2010 byl zvolen jejím viceprezidentem. Pracuje na ministerstvu zahraničí USA, kde má na starosti humanitární záležitosti v Úřadu pro lidská práva. Je také mimořádným profesorem v oddělení astronomie na Texaské univerzitě v Austinu.

## Vyznamenání a ocenění
- Prezident Asociace postgraduálních studentů na University of California Santa Cruz, 1979–1980
- Cena Robert J. Trumplera za vynikající doktorskou práci v astronomii v Severní Americe pro rok 1983[12]
- Průlom Roku, Science, 1998[13]
- Gruberova cena za kosmologii s High-z Supernova Search Team v roce 2007[14]
- Fundamental Physics Prize, 2015[15]

## Původ a osobní život
Narodil se v San Franciscu a vyrůstal v Corte Madera. Jeho dědeček z otcovy strany byl Matvěj Andrianovič Jevdokimov (1887–1920), jeden z hlavních soukromých výrobců zbraní v carském Rusku, žijící v Iževsku. Jevdokimovovu továrnu v Iževsku založil v roce 1860 Andrian Nikandrovič Jevdokimov (1844–1917). V roce 1890 továrna vyráběla pušky typu Mosin–Nagant a Berdanovy pušky. Rodina pokračovala v produkci až do ruské občanské války v roce 1917. Jejich pušky byly použity během revoluce a první světové války, a byly přestavěny pro použití během druhé světové války, zejména je používala finská armáda.
Kvůli bezpečnosti rodiny uprchl Matvěj na východ s admirálem Kolčakem, Bílou armádou, a československými legiemi, když Bělogvardějci kapitulovali v Permu v roce 1918. Matvěj zemřel v Mandžusku v blízkosti Čity. Jeho syn Nikolaj Matvějevič (1918–1995), pokračoval s Matvějovou manželka Zojou Vasiljevnou Suntzevou (1897–1976) a její rodinou do Harbinu v Číně a následně do San Francisca v roce 1928. Nikolaj převzal příjmení své matky a emigroval do USA jako Nikolaj Matvějevič Suntzeff. Suntzeffova rodina, prominentní obchodníci z regionu Uralu, přišli z Motovilicha a mají původ mezi Udmurty.